# 잰 브루어
재니스 케이 "잰" 브루어(영어: Janice Kay "Jan" Brewer, 1944년 9월 26일 ~ )는 제22대 애리조나주 주지사를 지낸 미국 공화당 소속의 정치인이다. 주지사 이전에는 주무장관을 지냈으며, 2009년 재닛 나폴리타노 후임으로 주지사에 임명되었다.
브루어 전 주지사는 2016년 5월 CNN의 정치대담 프로그램에 출연하여, 만일 자신이 도널드 트럼프 2016년 미 대선 공화당 후보의 러닝메이트 제안을 받는다면 수락할 것이라고 답했다. 브루어는 여기에 힐러리 클린턴 민주당 후보에 대한 비판도 덧붙였다. CNN은 트럼프 후보의 러닝메이트 가능성이 높은 인물로 브루어와 더불어 마코 루비오 전 후보, 콘돌리자 라이스 전 국무장관, 뉴트 깅그리치 전 하원의장, 메리 팰린 오클라호마 주지사 등을 꼽았다. 한편 브루어는 같은해 연초에 트럼프 후보 지지 의사를 표명한 바 있다.

## 역대 선거 결과
| 선거명      | 직책명                             | 대수 | 정당   | 득표율  | 득표수    | 결과 | 당락                                 |
| ----------- | ---------------------------------- | ---- | ------ | ------- | --------- | ---- | ------------------------------------ |
| 1982년 선거 | 하원의원 (애리조나 제19선거구)     | 36대 | 공화당 | 33.16%  | 15,394표  | 2위  | 애리조나 주의원 당선                 |
| 1984년 선거 | 하원의원 (애리조나 제19선거구)     | 37대 | 공화당 | 35.06%  | 26,035표  | 2위  | 애리조나 주의원 당선                 |
| 1986년 선거 | 상원의원 (애리조나 제19부)         | 38대 | 공화당 | 69.19%  | 24,994표  | 1위  | 애리조나 주의원 당선                 |
| 1988년 선거 | 상원의원 (애리조나 제19부)         | 39대 | 공화당 | 64.79%  | 33,852표  | 1위  | 애리조나 주의원 당선                 |
| 1990년 선거 | 상원의원 (애리조나 제19부)         | 40대 | 공화당 | 59.84%  | 30,052표  | 1위  | 애리조나 주의원 당선                 |
| 1992년 선거 | 상원의원 (애리조나 제19부)         | 41대 | 공화당 | 65.08%  | 33,928표  | 1위  | 애리조나 주의원 당선                 |
| 1994년 선거 | 상원의원 (애리조나 제19부)         | 42대 | 공화당 | 100.00% | 29,624표  | 1위  | 애리조나 주의원 당선                 |
| 1996년 선거 | 감독위원회 (마리코파 카운티 제4구) | -대  | 공화당 | 67.59%  | 105,150표 | 1위  | 마리코파 카운티 감독위원회 위원 당선 |
| 2000년 선거 | 감독위원회 (마리코파 카운티 제4구) | -대  | 공화당 | 98.86%  | 150,505표 | 1위  | 마리코파 카운티 감독위원회 위원 당선 |
| 2002년 선거 | 애리조나 주무장관                  | 18대 | 공화당 | 49.42%  | 585,451표 | 1위  | 애리조나주 주무장관 당선             |
| 2006년 선거 | 애리조나 주무장관                  | 18대 | 공화당 | 57.20%  | 848,394표 | 1위  | 애리조나주 주무장관 당선             |
| 2010년 선거 | 애리조나 주지사                    | 22대 | 공화당 | 54.33%  | 938,934표 | 1위  | 애리조나 주지사 당선                 |